# Clasificación Europea para la Copa Mundial de fútbol sala de la FIFA 2016
La Clasificación Europea para la Copa Mundial de fútbol sala de la FIFA 2016 se jugó del 22 de octubre de 2015 al 13 de abril de 2016 y contó con la participación de 45 selecciones nacionales de Europa, en la que hicieron su debut Dinamarca, Gales, Gibraltar y Suecia.
En la eliminatoria se disputaron 7 plazas para la Copa Mundial de fútbol sala de la FIFA 2016 a celebrarse en Colombia.

## Ronda preliminar

### Grupo A
Los partidos se jugaron en Moldavia.
| País      | J | G | E | P | GF | GC | GD  | Pts |
| --------- | - | - | - | - | -- | -- | --- | --- |
| Moldavia  | 3 | 2 | 1 | 0 | 21 | 4  | +17 | 7   |
| Georgia   | 3 | 2 | 1 | 0 | 20 | 4  | +16 | 7   |
| Andorra   | 3 | 1 | 0 | 2 | 5  | 12 | -7  | 3   |
| Gibraltar | 3 | 0 | 0 | 3 | 5  | 31 | -26 | 0   |

| 22 de octubre de 2015 | Georgia | 15–1    | Gibraltar        | FMF Arena, Ciorescu                        |                                            |
|                       | Kobaidze 4' · Jvarashvili 5' 23' · Tikurishvili 7' 25' · Sigunava 11' · Nikvashvili 14' 34' · Lukava 20' · Bukia 22' · Kakabadze 29' · Todua 36' 37' · Maisaia 39' | Reporte | López 19' (pen.) | Árbitro(s): Nikola Jelić Victor Berg-Audic | Árbitro(s): Nikola Jelić Victor Berg-Audic |

| 22 de octubre de 2015 | Moldavia                                                        | 7–0     | Andorra | FMF Arena, Ciorescu                      |                                          |
|                       | Obadă 3' 14' 30' · Ţîmbalist 4' · Munteanu 12' · Negara 16' 32' | Reporte |         | Árbitro(s): Ondřej Černý Maksim Dzeikala | Árbitro(s): Ondřej Černý Maksim Dzeikala |

| 23 de octubre de 2015 | Andorra     | 1–3     | Georgia                         | FMF Arena, Ciorescu                      |                                          |
|                       | Barbosa 38' | Reporte | Todua 9' · Tikurishvili 31' 34' | Árbitro(s): Maksim Dzeikala Nikola Jelić | Árbitro(s): Maksim Dzeikala Nikola Jelić |

| 23 de octubre de 2015 | Moldavia                                                                                         | 12–2    | Gibraltar              | FMF Arena, Ciorescu                        |                                            |
|                       | Hilotii 5' 23' 35' 40' · Obadă 8' 14' 39' · Laşcu 14' · Burdujel 26' · Munteanu 30' · Negara 33' | Reporte | Walker 2' · Chipol 38' | Árbitro(s): Victor Berg-Audic Ondřej Černý | Árbitro(s): Victor Berg-Audic Ondřej Černý |

| 25 de octubre de 2015 | Gibraltar               | 2–4              | Andorra                          | FMF Arena, Ciorescu                           |                                               |
|                       | I. Robba 7' · López 28' | [Report Reporte] | Llamas 16' 18' · Barbosa 30' 32' | Árbitro(s): Maksim Dzeikala Victor Berg-Audic | Árbitro(s): Maksim Dzeikala Victor Berg-Audic |

| 25 de octubre de 2015 | Georgia                          | 2–2     | Moldavia                | FMF Arena, Ciorescu                   |                                       |
|                       | Kakabadze 30' · Tikurishvili 33' | Reporte | Hilotii 15' · Tacot 23' | Árbitro(s): Ondřej Černý Nikola Jelić | Árbitro(s): Ondřej Černý Nikola Jelić |

### Grupo B
Los partidos se jugaron en Suecia.
| País       | J | G | E | P | GF | GC | GD | Pts |
| ---------- | - | - | - | - | -- | -- | -- | --- |
| Suecia     | 3 | 2 | 1 | 0 | 16 | 8  | +8 | 7   |
| Grecia     | 3 | 2 | 0 | 1 | 8  | 8  | 0  | 6   |
| Montenegro | 3 | 1 | 1 | 1 | 9  | 8  | +1 | 4   |
| San Marino | 3 | 0 | 0 | 3 | 5  | 14 | -9 | 0   |

| 22 de octubre de 2015 | Grecia                           | 2–1     | San Marino     | Agnebergshallen, Uddevalla                    |                                               |
|                       | Kondylatos 13' · Gkaifyllias 19' | Reporte | Michelotti 35' | Árbitro(s): Kaloyan Kirilov Septimiu Burtescu | Árbitro(s): Kaloyan Kirilov Septimiu Burtescu |

| 22 de octubre de 2015 | Suecia                                   | 3–3     | Montenegro                                   | Agnebergshallen, Uddevalla                   |                                              |
|                       | Chekroun 8' · H. Abraham 9' · Mönell 30' | Reporte | Gurzaković 17' · Drašković 17' · Bajović 35' | Árbitro(s): Gábor Kovács Damian Jaruchiewicz | Árbitro(s): Gábor Kovács Damian Jaruchiewicz |

| 23 de octubre de 2015 | Montenegro                     | 3–5     | Grecia                                                                 | Agnebergshallen, Uddevalla                 |                                            |
|                       | Drašković 5' 31' · Gojković 5' | Reporte | Mantis 3' · Gkaifyllias 7' · Panou 34' · Malovits 36' · Katevtsian 38' | Árbitro(s): Septimiu Burtescu Gábor Kovács | Árbitro(s): Septimiu Burtescu Gábor Kovács |

| 23 de octubre de 2015 | Suecia                                                                             | 9–4     | San Marino                                                  | Agnebergshallen, Uddevalla                      |                                                 |
|                       | Asp 6' · S. Abraham 7' 9' · Mönell 9' 17' · Legiec 10' 40' · Hiseni 31' · Kuhi 40' | Reporte | Moretti 7' · Barducci 20' · Michelotti 22' · Pasqualini 35' | Árbitro(s): Damian Jaruchiewicz Kaloyan Kirilov | Árbitro(s): Damian Jaruchiewicz Kaloyan Kirilov |

| 25 de octubre de 2015 | San Marino | 0–3     | Montenegro                     | Agnebergshallen, Uddevalla                    |                                               |
|                       |            | Reporte | Drašković 18' 28' · Mugoša 40' | Árbitro(s): Septimiu Burtescu Kaloyan Kirilov | Árbitro(s): Septimiu Burtescu Kaloyan Kirilov |

| 25 de octubre de 2015 | Grecia               | 1–4     | Suecia                                     | Agnebergshallen, Uddevalla                   |                                              |
|                       | V. Asimakopoulos 33' | Reporte | Mönell 6' 15' · H. Abraham 16' · Eteus 26' | Árbitro(s): Gábor Kovács Damian Jaruchiewicz | Árbitro(s): Gábor Kovács Damian Jaruchiewicz |

### Grupo C
Los partidos se jugaron en Lituania.
| País     | J | G | E | P | GF | GC | GD  | Pts |
| -------- | - | - | - | - | -- | -- | --- | --- |
| Francia  | 3 | 3 | 0 | 0 | 15 | 2  | +13 | 9   |
| Albania  | 3 | 2 | 0 | 1 | 11 | 6  | +5  | 6   |
| Lituania | 3 | 1 | 0 | 2 | 4  | 12 | -8  | 3   |
| Malta    | 3 | 0 | 0 | 3 | 6  | 16 | -10 | 0   |

| 22 de octubre de 2015 | Francia                                                                                  | 8–2     | Malta                  | Kaunas Sports Hall, Kaunas             |                                        |
|                       | Rabei 7' · Bensaber 11' · Gasmi 13' 22' 35' · Ramírez 28' · A. Mohammed 30' · Aigoun 38' | Reporte | Stivala 20' · Musu 33' | Árbitro(s): Dejan Nikolić Sreten Vasić | Árbitro(s): Dejan Nikolić Sreten Vasić |

| 22 de octubre de 2015 | Lituania                       | 2–5     | Albania                                                        | Kaunas Sports Hall, Kaunas           |                                      |
|                       | Jeremejev 4' · Garšvinskas 40' | Reporte | Mejzini 31' · Begaj 31' · Halimi 39' · Brahimi 39' · Hasaj 40' | Árbitro(s): Kamil Çetin Olli Niemelä | Árbitro(s): Kamil Çetin Olli Niemelä |

| 23 de octubre de 2015 | Lituania                      | 2–1     | Malta      | Kaunas Sports Hall, Kaunas           |                                      |
|                       | Stradalovas 12' · Leščius 36' | Reporte | Milijic 6' | Árbitro(s): Sreten Vasić Kamil Çetin | Árbitro(s): Sreten Vasić Kamil Çetin |

| 23 de octubre de 2015 | Albania | 0–1     | Francia        | Kaunas Sports Hall, Kaunas             |                                        |
|                       |         | Reporte | A. Mohammed 2' | Árbitro(s): Olli Niemelä Dejan Nikolić | Árbitro(s): Olli Niemelä Dejan Nikolić |

| 25 de octubre de 2015 | Malta                                  | 3–6     | Albania                                                         | Kaunas Sports Hall, Kaunas             |                                        |
|                       | Mangion 12' · Saliba 25' · Milijic 38' | Reporte | Brahimi 9' 37' · Karaja 12' · Halimi 19' (pen.) 23' · Begaj 33' | Árbitro(s): Dejan Nikolić Olli Niemelä | Árbitro(s): Dejan Nikolić Olli Niemelä |

| 25 de octubre de 2015 | Francia                                                    | 6–0     | Lituania | Kaunas Sports Hall, Kaunas           |                                      |
|                       | Hamdoud 6' 21' · Belhaj 12' · A. Mohammed 20' · Aigoun 27' | Reporte |          | Árbitro(s): Kamil Çetin Sreten Vasić | Árbitro(s): Kamil Çetin Sreten Vasić |

### Grupo D
Los partidos se jugaron en Chipre.
| País    | J | G | E | P | GF | GC | GD | Pts |
| ------- | - | - | - | - | -- | -- | -- | --- |
| Letonia | 3 | 3 | 0 | 0 | 14 | 7  | +7 | 9   |
| Chipre  | 3 | 2 | 0 | 1 | 9  | 7  | +2 | 6   |
| Estonia | 3 | 1 | 0 | 2 | 5  | 11 | -6 | 3   |
| Armenia | 3 | 0 | 0 | 3 | 6  | 9  | -3 | 0   |

| 22 de octubre de 2015 | Letonia                                                                              | 6–2     | Estonia                       | Eleftheria Indoor Hall, Nicosia                   |                                                   |
|                       | Šustrovs 6' · Seņs 19' 38' · Koļesņikovs 38' · Ikstēns 39' · Arhipovs-Prokofjevs 40' | Reporte | Tšurilkin 14' · Aleksejev 18' | Árbitro(s): Gabriel Gherman Talgat Kosmukhambetov | Árbitro(s): Gabriel Gherman Talgat Kosmukhambetov |

| 22 de octubre de 2015 | Chipre            | 3–2     | Armenia                    | Eleftheria Indoor Hall, Nicosia            |                                            |
|                       | Ioannou 3' 7' 29' | Reporte | Gukasyan 17' · Babayan 17' | Árbitro(s): Juan Gallardo Yusif Nurullayev | Árbitro(s): Juan Gallardo Yusif Nurullayev |

| 23 de octubre de 2015 | Armenia                                       | 3–4     | Letonia                                                          | Eleftheria Indoor Hall, Nicosia              |                                              |
|                       | Nasibyan 5' · Kapukranyan 18' · Mashumyan 39' | Reporte | Aleksejevs 1' · Dacko 23' · Babayan 39' (a.g.) · Koļesņikovs 40' | Árbitro(s): Yusif Nurullayev Gabriel Gherman | Árbitro(s): Yusif Nurullayev Gabriel Gherman |

| 23 de octubre de 2015 | Chipre                                                 | 4–1     | Estonia    | Eleftheria Indoor Hall, Nicosia                 |                                                 |
|                       | Veskimäe 7' (a.g.) · Antreou 21' 24' · Kouloumbris 31' | Reporte | Paapsi 37' | Árbitro(s): Talgat Kosmukhambetov Juan Gallardo | Árbitro(s): Talgat Kosmukhambetov Juan Gallardo |

| 25 de octubre de 2015 | Estonia                    | 2–1     | Armenia      | Eleftheria Indoor Hall, Nicosia                    |                                                    |
|                       | Paapsi 12' · Tšurilkin 25' | Reporte | Grigoryan 5' | Árbitro(s): Talgat Kosmukhambetov Yusif Nurullayev | Árbitro(s): Talgat Kosmukhambetov Yusif Nurullayev |

| 25 de octubre de 2015 | Letonia                                | 4–2     | Chipre                       | Eleftheria Indoor Hall, Nicosia           |                                           |
|                       | Seņs 2' 35' · Avanesovs 6' · Dacko 30' | Reporte | Kouloumbris 12' · Manoli 27' | Árbitro(s): Gabriel Gherman Juan Gallardo | Árbitro(s): Gabriel Gherman Juan Gallardo |

### Grupo E
Los partidos se jugaron en Israel.
| País       | J | G | E | P | GF | GC | GD | Pts |
| ---------- | - | - | - | - | -- | -- | -- | --- |
| Inglaterra | 3 | 3 | 0 | 0 | 12 | 7  | +5 | 9   |
| Dinamarca  | 3 | 2 | 0 | 1 | 15 | 10 | +5 | 6   |
| Gales      | 3 | 1 | 0 | 2 | 9  | 12 | -3 | 3   |
| Israel     | 3 | 0 | 0 | 3 | 8  | 15 | -7 | 0   |

| 22 de octubre de 2015 | Inglaterra                                  | 4–2     | Gales                    | Neve Marom Hall, Ramat Gan                |                                           |
|                       | Parkes 9' · Rexha 24' · Ward 27' · Cook 38' | Reporte | Hugh 4' · Zulkarnain 18' | Árbitro(s): Cédric Waroux Costas Nicolaou | Árbitro(s): Cédric Waroux Costas Nicolaou |

| 22 de octubre de 2015 | Israel                                         | 4–6     | Dinamarca                                             | Neve Marom Hall, Ramat Gan                        |                                                   |
|                       | Sabag 13' · Hagbi 30' · Bliech 32' · Cohen 36' | Reporte | Jørgensen 4' 27' · Ja. Jensen 13' 25' 29' · Falck 35' | Árbitro(s): Vyacheslav Daragan Marjan Mladenovski | Árbitro(s): Vyacheslav Daragan Marjan Mladenovski |

| 23 de octubre de 2015 | Israel                     | 3–6     | Gales                                                       | Neve Marom Hall, Ramat Gan                |                                           |
|                       | Cohen 15' 37' · Bliech 39' | Reporte | Hugh 5' · Webbe 12' 35' · Zulkarnain 18' 23' · Prangley 39' | Árbitro(s): Costas Nicolaou Cédric Waroux | Árbitro(s): Costas Nicolaou Cédric Waroux |

| 23 de octubre de 2015 | Dinamarca                            | 4–5     | Inglaterra                                                 | Neve Marom Hall, Ramat Gan                        |                                                   |
|                       | Falck 16' 23' 24' · Rexha 34' (a.g.) | Reporte | Cook 1' 6' · Jim Jensen 11' (a.g.) · Medina 23' · Ward 25' | Árbitro(s): Marjan Mladenovski Vyacheslav Daragan | Árbitro(s): Marjan Mladenovski Vyacheslav Daragan |

| 25 de octubre de 2015 | Gales       | 1–5     | Dinamarca                                             | Neve Marom Hall, Ramat Gan                     |                                                |
|                       | Jenkins 35' | Reporte | Johansson 3' 27' · Arildsen 6' · Falck 18' · Veis 29' | Árbitro(s): Costas Nicolaou Marjan Mladenovski | Árbitro(s): Costas Nicolaou Marjan Mladenovski |

| 25 de octubre de 2015 | Inglaterra                       | 3–1     | Israel     | Neve Marom Hall, Ramat Gan                   |                                              |
|                       | Cook 15' · Medina 21' · Ward 40' | Reporte | Bliech 36' | Árbitro(s): Vyacheslav Daragan Cédric Waroux | Árbitro(s): Vyacheslav Daragan Cédric Waroux |

### Grupo F
Los partidos se jugaron en Finlandia.
| Club      | J | G | E | P | GF | GC | GD | Pts |
| --------- | - | - | - | - | -- | -- | -- | --- |
| Finlandia | 2 | 1 | 1 | 0 | 3  | 0  | +3 | 4   |
| Bulgaria  | 2 | 0 | 2 | 0 | 2  | 2  | 2  |     |
| Suiza     | 2 | 0 | 1 | 1 | 2  | 5  | -3 | 0   |

| 23 de octubre de 2015 | Finlandia                  | 3–0     | Suiza | Opinmäen koulu, Espoo                   |                                         |
|                       | Hosio 12' 20' · Pakola 34' | Reporte |       | Árbitro(s): Lukáš Peško Miguel Castilho | Árbitro(s): Lukáš Peško Miguel Castilho |

| 24 de octubre de 2015 | Suiza                | 2–2     | Bulgaria                  | Opinmäen koulu, Espoo                     |                                           |
|                       | Mezger 2' · Sego 38' | Reporte | Shutev 22' · Nestorov 29' | Árbitro(s): Grigori Zelentsov Lukáš Peško | Árbitro(s): Grigori Zelentsov Lukáš Peško |

| 25 de octubre de 2015 | Bulgaria | 0–0     | Finlandia | Opinmäen koulu, Espoo                         |                                               |
|                       |          | Reporte |           | Árbitro(s): Miguel Castilho Grigori Zelentsov | Árbitro(s): Miguel Castilho Grigori Zelentsov |

## Ronda Principal

### Grupo 1
Los partidos se jugaron en Hungría.
| País       | J | G | E | P | GF | GC | GD  | Pts |
| ---------- | - | - | - | - | -- | -- | --- | --- |
| Ucrania    | 3 | 3 | 0 | 0 | 18 | 5  | -13 | 9   |
| Hungría    | 3 | 2 | 0 | 1 | 13 | 11 | +2  | 6   |
| Bélgica    | 3 | 1 | 0 | 2 | 8  | 11 | -3  | 3   |
| Inglaterra | 3 | 0 | 0 | 3 | 4  | 16 | -12 | 0   |

| 10 de diciembre de 2015 | Ucrania                                                                    | 7–0     | Inglaterra | Magvassy Mihály Sportcsarnok, Győr        |                                           |
|                         | Valenko 5' 12' · Myko. Grytsyna 15' · Razuvanov 16' 29' · Rogachov 29' 35' | Reporte |            | Árbitro(s): Dejan Nikolić Fredric Nilholt | Árbitro(s): Dejan Nikolić Fredric Nilholt |

| 10 de diciembre de 2015 | Hungría                                         | 5–2     | Bélgica                   | Magvassy Mihály Sportcsarnok, Győr                   |                                                      |
|                         | Rábl 5' 33' · Dróth 9' · Németh 22' · Dávid 39' | Reporte | Rahou 1' · Dujacquier 37' | Árbitro(s): Sebastian Stawicki Robert Pieter Lenting | Árbitro(s): Sebastian Stawicki Robert Pieter Lenting |

| 11 de diciembre de 2015 | Bélgica              | 2–6     | Ucrania                                                                               | Magvassy Mihály Sportcsarnok, Győr                   |                                                      |
|                         | Lúcio 8' · Rahou 17' | Reporte | Razuvanov 6' · Koval 10' 18' · Valenko 16' · Mykh. Grytsyna 26' · Rogachov 29' (pen.) | Árbitro(s): Robert Pieter Lenting Sebastian Stawicki | Árbitro(s): Robert Pieter Lenting Sebastian Stawicki |

| 11 de diciembre de 2015 | Hungría                                                       | 5–4     | Inglaterra                                   | Magvassy Mihály Sportcsarnok, Győr        |                                           |
|                         | Hosszú 16' · Németh 20' · Szeghy 21' · Rábl 25' · Klacsák 35' | Reporte | Cook 30' · Medina 31' · Parkes 34' · Gay 40' | Árbitro(s): Fredric Nilholt Dejan Nikolić | Árbitro(s): Fredric Nilholt Dejan Nikolić |

| 13 de diciembre de 2015 | Inglaterra | 0–4     | Bélgica                                                | Magvassy Mihály Sportcsarnok, Győr                |                                                   |
|                         |            | Reporte | Zaaf 27' · Yachou 28' · Medina 36' (a.g.) · Adnane 40' | Árbitro(s): Robert Pieter Lenting Fredric Nilholt | Árbitro(s): Robert Pieter Lenting Fredric Nilholt |

| 13 de diciembre de 2015 | Ucrania                                                                   | 5–3     | Hungría                                    | Magvassy Mihály Sportcsarnok, Győr           |                                              |
|                         | Mykh. Grytsyna 3' · Ovsyannikov 19' 35' · Zhurba 22' · Valenko 38' (pen.) | Reporte | Dróth 5' (pen.) · Hosszú 30' · Horváth 37' | Árbitro(s): Sebastian Stawicki Dejan Nikolić | Árbitro(s): Sebastian Stawicki Dejan Nikolić |

### Grupo 2
Los partidos se jugaron en Croacia.
| País        | J | G | E | P | GF | GC | GD  | Pts |
| ----------- | - | - | - | - | -- | -- | --- | --- |
| Azerbaiyán  | 3 | 2 | 1 | 0 | 19 | 8  | +11 | 7   |
| Bielorrusia | 3 | 1 | 1 | 1 | 11 | 13 | -2  | 4   |
| Croacia     | 3 | 1 | 1 | 1 | 13 | 12 | +1  | 4   |
| Suecia      | 3 | 0 | 1 | 2 | 5  | 15 | -10 | 1   |

| 10 de diciembre de 2015 | Azerbaiyán                                                                      | 8–2     | Suecia                 | Gradski vrt Hall, Osijek               |                                        |
|                         | Borisov 3' 15' · Augusto 11' · Amadeu 11' · De Araujo 20' · Eduardo 25' 26' 36' | Reporte | Legiec 24' · Eteus 33' | Árbitro(s): Gábor Kovács Trayan Enchev | Árbitro(s): Gábor Kovács Trayan Enchev |

| 10 de diciembre de 2015 | Croacia                                                                    | 4–7     | Bielorrusia                                                             | Gradski vrt Hall, Osijek                 |                                          |
|                         | Jelovčić 20' (pen.) · Olshevski 22' (a.g.) · Matošević 27' · Marinović 33' | Reporte | Olshevski 12' · Chernik 26' · Silivonchik 28' 31' 40' · Shostak 36' 39' | Árbitro(s): Gerd Bylois Vladimir Kadykov | Árbitro(s): Gerd Bylois Vladimir Kadykov |

| 11 de diciembre de 2015 | Bielorrusia             | 2–7     | Azerbaiyán                                                                 | Gradski vrt Hall, Osijek              |                                       |
|                         | Chernik 15' · Popov 39' | Reporte | Augusto 4' · Eduardo 19' 26' · Borisov 20' · De Araujo 25' · Chovdarov 37' | Árbitro(s): Trayan Enchev Gerd Bylois | Árbitro(s): Trayan Enchev Gerd Bylois |

| 11 de diciembre de 2015 | Croacia                                                  | 5–1     | Suecia         | Gradski vrt Hall, Osijek                  |                                           |
|                         | Matošević 2' · Suton 25' 33' · Marinović 30' · Grcić 36' | Reporte | S. Abraham 13' | Árbitro(s): Vladimir Kadykov Gábor Kovács | Árbitro(s): Vladimir Kadykov Gábor Kovács |

| 13 de diciembre de 2015 | Suecia                 | 2–2     | Bielorrusia                   | Gradski vrt Hall, Osijek              |                                       |
|                         | Mönell 22' · Burda 32' | Reporte | Chernik 18' · Silivonchik 26' | Árbitro(s): Gerd Bylois Trayan Enchev | Árbitro(s): Gerd Bylois Trayan Enchev |

| 13 de diciembre de 2015 | Azerbaiyán                                | 4–4     | Croacia                                           | Gradski vrt Hall, Osijek                  |                                           |
|                         | Chuykov 5' · Amadeu 28' · Borisov 29' 37' | Reporte | Jelovčić 24' · Suton 29' · Grcić 37' · Grbeša 38' | Árbitro(s): Gábor Kovács Vladimir Kadykov | Árbitro(s): Gábor Kovács Vladimir Kadykov |

### Grupo 3
Los partidos se jugaron en Turquía.
| País      | J | G | E | P | GF | GC | GD  | Pts |
| --------- | - | - | - | - | -- | -- | --- | --- |
| Rusia     | 3 | 3 | 0 | 0 | 12 | 2  | +10 | 9   |
| Serbia    | 3 | 2 | 0 | 1 | 9  | 3  | +6  | 6   |
| Finlandia | 3 | 1 | 0 | 2 | 9  | 7  | +2  | 3   |
| Turquía   | 3 | 0 | 0 | 3 | 3  | 21 | -18 | 0   |

| 10 de diciembre de 2015 | Rusia                                     | 3–0     | Finlandia | İzmir Halkapınar Sport Hall, İzmir       |                                          |
|                         | Kutuzov 17' · Milovanov 26' · Robinho 29' | Reporte |           | Árbitro(s): Nuno Bogalho Veljko Bošković | Árbitro(s): Nuno Bogalho Veljko Bošković |

| 10 de diciembre de 2015 | Turquía | 0–6     | Serbia                                                      | İzmir Halkapınar Sport Hall, İzmir                    |                                                       |
|                         |         | Reporte | Rajčević 2' 38' · Rakić 21' · Kocić 22' 37' · Stojković 25' | Árbitro(s): Fernando Gutiérrez Lumbreras Andrej Topić | Árbitro(s): Fernando Gutiérrez Lumbreras Andrej Topić |

| 11 de diciembre de 2015 | Serbia             | 1–2     | Rusia                      | İzmir Halkapınar Sport Hall, İzmir                       |                                                          |
|                         | Davydov 27' (a.g.) | Reporte | Eder Lima 22' · Lyskov 32' | Árbitro(s): Veljko Bošković Fernando Gutiérrez Lumbreras | Árbitro(s): Veljko Bošković Fernando Gutiérrez Lumbreras |

| 11 de diciembre de 2015 | Turquía                       | 2–8     | Finlandia                                                                                       | İzmir Halkapınar Sport Hall, İzmir    |                                       |
|                         | Keskin 39' · Erdal 40' (pen.) | Reporte | Hosio 8' · Autio 15' · Jyrkiäinen 20' 26' 31' · Aytaş 21' (a.g.) · Korsunov 24' · Teittinen 40' | Árbitro(s): Andrej Topić Nuno Bogalho | Árbitro(s): Andrej Topić Nuno Bogalho |

| 13 de diciembre de 2015 | Finlandia | 1–2     | Serbia               | İzmir Halkapınar Sport Hall, İzmir                    |                                                       |
|                         | Autio 38' | Reporte | Perić 3' · Kocić 22' | Árbitro(s): Fernando Gutiérrez Lumbreras Nuno Bogalho | Árbitro(s): Fernando Gutiérrez Lumbreras Nuno Bogalho |

| 13 de diciembre de 2015 | Rusia                                                                          | 7–1     | Turquía  | İzmir Halkapınar Sport Hall, İzmir       |                                          |
|                         | Eder Lima 3' · Robinho 4' 30' · Romulo 15' 18' · Shakirov 26' · Pereverzev 36' | Reporte | Özcan 3' | Árbitro(s): Andrej Topić Veljko Bošković | Árbitro(s): Andrej Topić Veljko Bošković |

### Grupo 4
Los partidos se jugaron en Países Bajos.
| País                 | J | G | E | P | GF | GC | GD  | Pts |
| -------------------- | - | - | - | - | -- | -- | --- | --- |
| España               | 3 | 3 | 0 | 0 | 22 | 2  | +20 | 9   |
| Países Bajos         | 3 | 2 | 0 | 1 | 8  | 12 | -4  | 6   |
| Bosnia y Herzegovina | 3 | 1 | 0 | 2 | 9  | 14 | -5  | 3   |
| Letonia              | 3 | 0 | 0 | 3 | 4  | 15 | -11 | 0   |

| 10 de diciembre de 2015 | España                                                                                         | 7–0     | Letonia | Indoor-Sportcentrum Eindhoven, Eindhoven   |                                            |
|                         | Raúl Campos 6' · Fernandão 23' · Aicardo 34' · Pola 34' · Alex 35' · Adolfo 37' · Rivillos 40' | Reporte |         | Árbitro(s): Cédric Pelissier Damir Radović | Árbitro(s): Cédric Pelissier Damir Radović |

| 10 de diciembre de 2015 | Países Bajos                                                  | 4–3     | Bosnia y Herzegovina                                     | Indoor-Sportcentrum Eindhoven, Eindhoven |                                       |
|                         | Pavlović 7' (a.g.) · El Morabiti 9' · Attaibi 14' · Ceyar 16' | Reporte | Bevanda 24' (pen.) · El Ghannouti 29' (a.g.) · Matan 30' | Árbitro(s): Saša Tomić Elchin Samadli    | Árbitro(s): Saša Tomić Elchin Samadli |

| 11 de diciembre de 2015 | Bosnia y Herzegovina | 1–8     | España                                                                        | Indoor-Sportcentrum Eindhoven, Eindhoven    |                                             |
|                         | Pavlović 2'          | Reporte | Miguelín 9' (pen.) 20' 26' 28' · Rivillos 19' · Alex 28' · Lin 30' · Bebe 34' | Árbitro(s): Elchin Samadli Cédric Pelissier | Árbitro(s): Elchin Samadli Cédric Pelissier |

| 11 de diciembre de 2015 | Países Bajos                            | 3–2     | Letonia                     | Indoor-Sportcentrum Eindhoven, Eindhoven |                                      |
|                         | Ceyar 23' · St Juste 24' · De Groot 39' | Reporte | Aleksejevs 6' · Ikstēns 40' | Árbitro(s): Damir Radović Saša Tomić     | Árbitro(s): Damir Radović Saša Tomić |

| 13 de diciembre de 2015 | Letonia                | 2–5     | Bosnia y Herzegovina                                         | Indoor-Sportcentrum Eindhoven, Eindhoven |                                      |
|                         | Seņs 13' · Ikstēns 33' | Reporte | Mulahmetović 23' · Radmilović 32' · Šunjić 38' · Bevanda 40' | Árbitro(s): Damir Radović Saša Tomić     | Árbitro(s): Damir Radović Saša Tomić |

| 13 de diciembre de 2015 | España                                                        | 7–1     | Países Bajos    | Indoor-Sportcentrum Eindhoven, Eindhoven    |                                             |
|                         | Aicardo 18' · Alex 23' 32' · Bebe 33' · Pola 36' · Adolfo 38' | Reporte | El Morabiti 11' | Árbitro(s): Cédric Pelissier Elchin Samadli | Árbitro(s): Cédric Pelissier Elchin Samadli |

### Grupo 5
Los partidos se jugaron en República Checa.
| País            | J | G | E | P | GF | GC | GD | Pts |
| --------------- | - | - | - | - | -- | -- | -- | --- |
| Kazajistán      | 3 | 2 | 1 | 0 | 9  | 5  | +4 | 7   |
| Eslovenia       | 3 | 1 | 2 | 0 | 7  | 6  | +1 | 5   |
| República Checa | 3 | 1 | 0 | 2 | 6  | 8  | -2 | 3   |
| Francia         | 3 | 0 | 1 | 2 | 6  | 9  | -3 | 1   |

| 10 de diciembre de 2015 | República Checa | 1–3     | Kazajistán                                 | Městská sportovní hala Chomutov, Chomutov         |                                                   |
|                         | Cupák 8'        | Reporte | Leo 13' · Yesenamanov 14' · Suleimenov 35' | Árbitro(s): Oleg Ivanov Alejandro Martínez Flores | Árbitro(s): Oleg Ivanov Alejandro Martínez Flores |

| 10 de diciembre de 2015 | Eslovenia | 2–2     | Francia               | Městská sportovní hala Chomutov, Chomutov |                                        |
|                         |           | Reporte | Hamdoud 7' · Alla 16' | Árbitro(s): Franco Cachia Josip Barton    | Árbitro(s): Franco Cachia Josip Barton |

| 11 de diciembre de 2015 | Kazajistán                      | 2–2     | Eslovenia                 | Městská sportovní hala Chomutov, Chomutov           |                                                     |
|                         | Yesenamanov 10' · Nurgozhin 19' | Reporte | R. Mordej 11' · Čujec 29' | Árbitro(s): Alejandro Martínez Flores Franco Cachia | Árbitro(s): Alejandro Martínez Flores Franco Cachia |

| 11 de diciembre de 2015 | República Checa                         | 3–2     | Francia                 | Městská sportovní hala Chomutov, Chomutov |                                      |
|                         | Záruba 28' · Seidler 28' · M. Mareš 34' | Reporte | Aigoun 22' · Belhaj 31' | Árbitro(s): Josip Barton Oleg Ivanov      | Árbitro(s): Josip Barton Oleg Ivanov |

| 13 de diciembre de 2015 | Francia                             | 2–4     | Kazajistán                                           | Městská sportovní hala Chomutov, Chomutov |                                        |
|                         | Leo 15' (a.g.) · Hamdoud 34' (pen.) | Reporte | Nurgozhin 1' 40' · Zhamankulov 16' · Douglas Jr. 25' | Árbitro(s): Josip Barton Franco Cachia    | Árbitro(s): Josip Barton Franco Cachia |

| 13 de diciembre de 2015 | Eslovenia                       | 3–2     | República Checa  | Městská sportovní hala Chomutov, Chomutov         |                                                   |
|                         | R. Mordej 9' · Osredkar 14' 26' | Reporte | M. Mareš 19' 22' | Árbitro(s): Oleg Ivanov Alejandro Martínez Flores | Árbitro(s): Oleg Ivanov Alejandro Martínez Flores |

### Grupo 6
Los partidos se jugaron en Portugal.
| País     | J | G | E | P | GF | GC | GD  | Pts |
| -------- | - | - | - | - | -- | -- | --- | --- |
| Portugal | 3 | 3 | 0 | 0 | 17 | 3  | +14 | 9   |
| Polonia  | 3 | 2 | 0 | 1 | 13 | 9  | +4  | 6   |
| Rumania  | 3 | 1 | 0 | 2 | 6  | 14 | -8  | 3   |
| Noruega  | 3 | 0 | 0 | 3 | 4  | 14 | -10 | 0   |

| 10 de diciembre de 2015 | Portugal                                                                        | 6–2     | Polonia                     | Pavilhão Desportivo Municipal da Póvoa de Varzim, Póvoa de Varzim |                                          |
|                         | Fábio Cecílio 3' · Tiago Brito 9' · Cardinal 10' 19' · Djô 28' · Ricardinho 34' | Reporte | Kriezel 14' · Zastawnik 28' | Árbitro(s): Ondřej Černý Nicola Manzione                          | Árbitro(s): Ondřej Černý Nicola Manzione |

| 10 de diciembre de 2015 | Rumania                                                               | 5–1     | Noruega   | Pavilhão Desportivo Municipal da Póvoa de Varzim, Póvoa de Varzim |                                      |
|                         | Achrifi 2' (a.g.) · M. Matei 7' · Stoica 34' · Răducu 40' · Iancu 40' | Reporte | Skaga 28' | Árbitro(s): Kamil Çetin Moshe Bohbot                              | Árbitro(s): Kamil Çetin Moshe Bohbot |

| 11 de diciembre de 2015 | Portugal                                                           | 6–1     | Noruega            | Pavilhão Desportivo Municipal da Póvoa de Varzim, Póvoa de Varzim |                                       |
|                         | Fábio Cecílio 6' 20' · Fábio Lima 14' · Cardinal 29' 33' · Djô 39' | Reporte | Fonstad 25' (pen.) | Árbitro(s): Moshe Bohbot Ondřej Černý                             | Árbitro(s): Moshe Bohbot Ondřej Černý |

| 11 de diciembre de 2015 | Polonia                                                                               | 8–1     | Rumania      | Pavilhão Desportivo Municipal da Póvoa de Varzim, Póvoa de Varzim |                                         |
|                         | Mikołajewicz 6' · Kubik 17' · Krawczyk 33' · Nawrat 35' 40' · Kriezel 36' · Franz 39' | Reporte | M. Matei 36' | Árbitro(s): Nicola Manzione Kamil Çetin                           | Árbitro(s): Nicola Manzione Kamil Çetin |

| 13 de diciembre de 2015 | Noruega                 | 2–3     | Polonia                              | Pavilhão Desportivo Municipal da Póvoa de Varzim, Póvoa de Varzim |                                          |
|                         | Abelsen 28' · Obeng 30' | Reporte | Kriezel 29' 31' · Fonstad 32' (a.g.) | Árbitro(s): Nicola Manzione Moshe Bohbot                          | Árbitro(s): Nicola Manzione Moshe Bohbot |

| 13 de diciembre de 2015 | Rumania | 0–5     | Portugal                                                | Pavilhão Desportivo Municipal da Póvoa de Varzim, Póvoa de Varzim |                                      |
|                         |         | Reporte | Cardinal 1' 13' · Ricardinho 3' 40' · Fábio Cecílio 27' | Árbitro(s): Ondřej Černý Kamil Çetin                              | Árbitro(s): Ondřej Černý Kamil Çetin |

### Grupo 7
Los partidos se jugaron en Italia.
| País                | J | G | E | P | GF | GC | GD | Pts |
| ------------------- | - | - | - | - | -- | -- | -- | --- |
| Italia              | 3 | 2 | 0 | 1 | 10 | 4  | +6 | 6   |
| Eslovaquia          | 3 | 2 | 0 | 1 | 6  | 4  | +2 | 6   |
| Macedonia del Norte | 3 | 2 | 0 | 1 | 8  | 9  | -1 | 6   |
| Moldavia            | 3 | 0 | 0 | 3 | 4  | 11 | -7 | 0   |

| 10 de diciembre de 2015 | Eslovaquia                       | 3–1     | Moldavia         | PalaFlorio, Bari                              |                                               |
|                         | Papajčík 15' · Drahovský 23' 38' | Reporte | Laşcu 32' (pen.) | Árbitro(s): Gabriel Gherman Aleksandras Sliva | Árbitro(s): Gabriel Gherman Aleksandras Sliva |

| 10 de diciembre de 2015 | Italia                                                                        | 6–1     | Macedonia del Norte | PalaFlorio, Bari                                 |                                                  |
|                         | Romano 9' · Japa 21' · Merlim 23' · Canal 28' · Gabriel Lima 33' · Patias 35' | Reporte | Micevski 24'        | Árbitro(s): Ivan Shabanov Vasilios Christodoulis | Árbitro(s): Ivan Shabanov Vasilios Christodoulis |

| 11 de diciembre de 2015 | Macedonia                  | 2–1     | Eslovaquia | PalaFlorio, Bari                            |                                             |
|                         | Micevski 32' · Leovski 33' | Reporte | Rafaj 23'  | Árbitro(s): Aleksandras Sliva Ivan Shabanov | Árbitro(s): Aleksandras Sliva Ivan Shabanov |

| 11 de diciembre de 2015 | Italia                           | 3–1     | Moldavia     | PalaFlorio, Bari                                   |                                                    |
|                         | Merlim 2' · Patias 3' · Canal 7' | Reporte | Munteanu 40' | Árbitro(s): Vasilios Christodoulis Gabriel Gherman | Árbitro(s): Vasilios Christodoulis Gabriel Gherman |

| 13 de diciembre de 2015 | Moldavia               | 2–5     | Macedonia del Norte                                                                    | PalaFlorio, Bari                          |                                           |
|                         | Negara 25' · Laşcu 40' | Reporte | Petrović 12' · Leovski 15' · Gligorov 21' · Micevski 38' (pen.) · Marinho de Souza 40' | Árbitro(s): Ivan Shabanov Gabriel Gherman | Árbitro(s): Ivan Shabanov Gabriel Gherman |

| 13 de diciembre de 2015 | Eslovaquia      | 2–1     | Italia    | PalaFlorio, Bari                                     |                                                      |
|                         | Belaník 29' 31' | Reporte | Patias 3' | Árbitro(s): Aleksandras Sliva Vasilios Christodoulis | Árbitro(s): Aleksandras Sliva Vasilios Christodoulis |

## Fase final
Los partidos se ida se jugaron el 22 de marzo de 2016 y los de vuelta entre el 12 y el 13 de abril. Los ganadores de cada serie clasifcan a la Copa Mundial de fútbol sala de la FIFA 2016.
| Equipo 1     | Agr. | Equipo 2   | Ida | Vuelta |
| ------------ | ---- | ---------- | --- | ------ |
| Eslovenia    | 2–5  | España     | 1–0 | 1–5    |
| Eslovaquia   | 1–11 | Ucrania    | 0–6 | 1–5    |
| Polonia      | 1–8  | Kazajistán | 1–1 | 0–7    |
| Serbia       | 2–4  | Portugal   | 1–2 | 1–2    |
| Bielorrusia  | 3–6  | Rusia      | 1–4 | 2–2    |
| Países Bajos | 5–9  | Azerbaiyán | 1–5 | 4–4    |
| Hungría      | 0–9  | Italia     | 0–3 | 0–6    |

## Clasificados al Mundial
| - Azerbaiyán - España - Italia | - Kazajistán - Portugal | - Rusia - Ucrania |